# Зекі Сезер
Мехмет Зекі Сезер (тур. Zeki Sezer; нар. 12 квітня 1957) — турецький політик і колишній голова Демократичної лівої партії (Demokratik Sol Parti, DSP), обраний на 6-му звичайному з'їзді партії у 2004 році після відставки Бюлента Еджевіта.

## Ранні роки
Сезер народився в 1957 році в Ескішехірі в родині кримськотатарського походження. Він закінчив хімічну професійну школу імені М. Рюштю Узеля, а потім Факультет (школу) хімічної інженерії Газійського університету в Анкарі. 1983 року він відслужив чотиримісячну короткострокову військову службу.

## Рання кар'єра
У шкільні та університетські роки Сезер грав у волейбол за різні клуби. Він має особливий інтерес до мистецтва. Кар'єру на державній службі Сезер розпочав 1975 року як технік-хімік, згодом працював інженером-хіміком, також працював у приватному секторі в тій самій якості.

## Політична кар'єра
Його політична кар'єра в Демократичній лівій партії розпочалася 1988 року. Сезер обіймав посаду виконавчого директора відділення DSP у Чанкаї, заступника голови відділення в Анкарі та став членом правління у 1991 році. Він також двічі обіймав посаду генерального секретаря партії. З 2001 по 2004 рік він був заступником голови DSP. У 2004 році на з'їзді партії він змінив Бюлента Еджевіта. Однак у 2009 році він програв цю посаду Масуму Тюркеру. У 1999 році Сезер був обраний депутатом парламенту від Анкари та обіймав посаду державного міністра в 57-му уряді за часів прем'єр-міністра Бюлента Еджевіта. З 9 липня 2002 року по 18 листопада 2002 року він обіймав посаду державного міністра, відповідального за зв'язки з парламентом, Управлінням у справах релігії, Генеральним управлінням турецьких вугільних підприємств (TTK) та Генеральним управлінням ETİ Holding A.Ş (акціонерне товариство).
На пресконференції 8 квітня 2009 року він оголосив про свою відставку з посади лідера Демократичної лівої партії (DSP). За його словами, попри зростання частки голосів порівняно з попередніми виборами, результат залишався незадовільним. Офіційно Сезер пішов у відставку з посади голови DSP на пресконференції 11 квітня 2009 року.

## Сімейне життя
Він був одружений з Улькенур Сезер (померла 2014 року), з якою познайомився, працюючи на Головному ремонтному заводі № 1011. Їхні діти — Серкан Сезер, народжений у 1980 році, та Селджан Сезер, народжений у 1987 році.